# Territori del Sud-oest

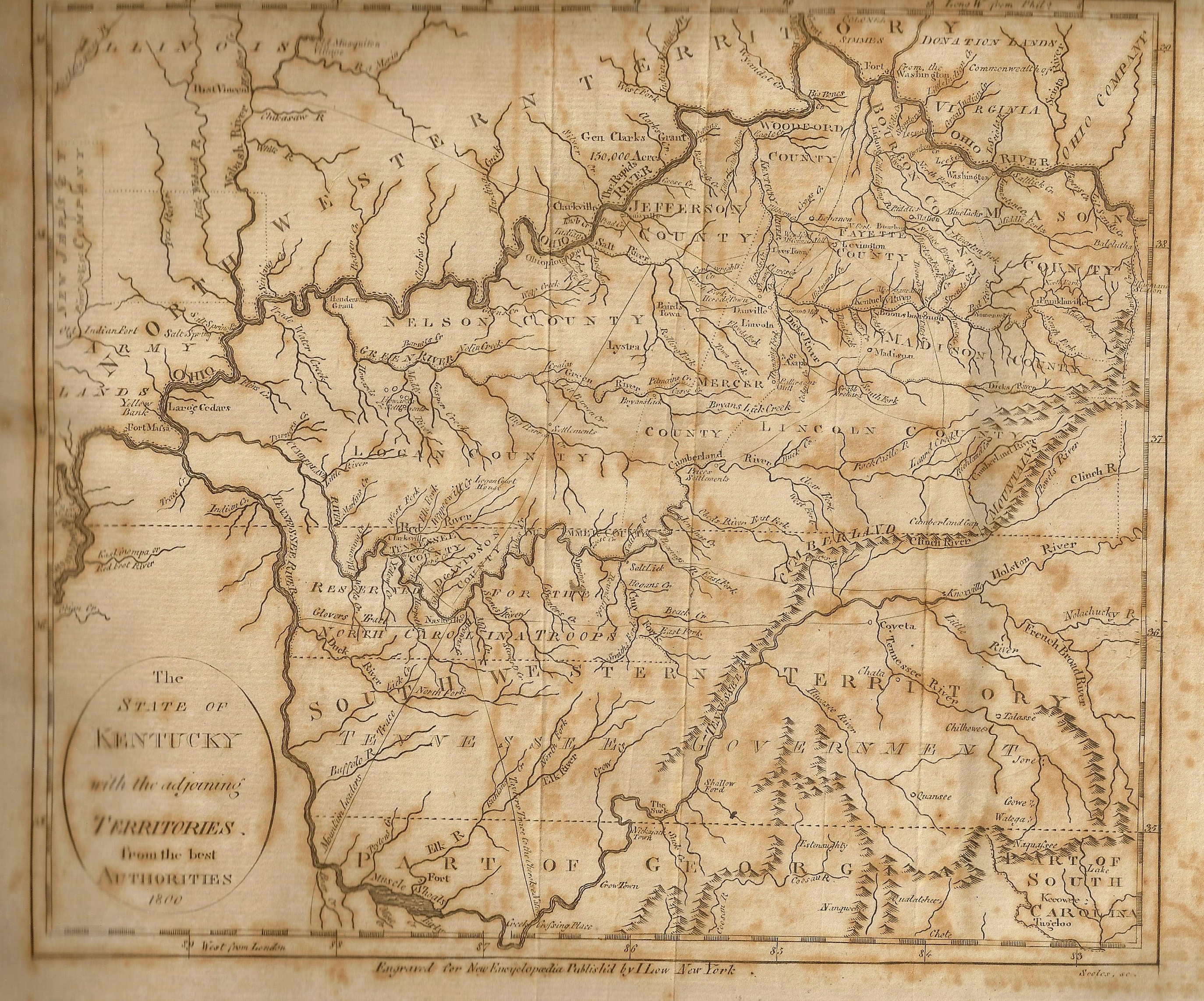
Mapa de Kentucky i els Territoris veïns, entre els quals el del Nord-oest.

El Territori al sud del riu Ohio, més conegut com a Territori del Sud-oest va ser un territori organitzat incorporat als Estats Units que va existir del 26 de maig de 1790 a l'1 de juny de 1796, quan va ser admès a la Unió com l'Estat de Tennessee. Va ser creat per l'Ordenança del Sud-oest de les terres del Districte de Washington que havien estat cedides al govern federal dels Estats Units per Carolina del Nord. L'únic governador del territori va ser William Blount, i la seva capital va ser Knoxville.
L'establiment del Territori del Sud-oest va seguir una sèrie d'esforços per part dels residents de Carolina del Nord més enllà de les Apalatxes per tal de formar una entitat política independent, inicialment amb l'Associació Watauga (1772-1776) i més tard amb l'Estat de Franklin (1784-1789). Carolina del Nord va cedir aquestes terres l'abril de 1790 com a pagament de les obligacions degudes al govern federal. Els residents del Territori van celebrar la cessió, creient que aquest els proporcionaria una millor protecció contra les hostilitats índies; però, en canvi, el govern federal va prestar relativament poca atenció al Territori, tot i que va augmentar el desig dels residents per tenir una condició d'estat completa.

## Hostilitats índies

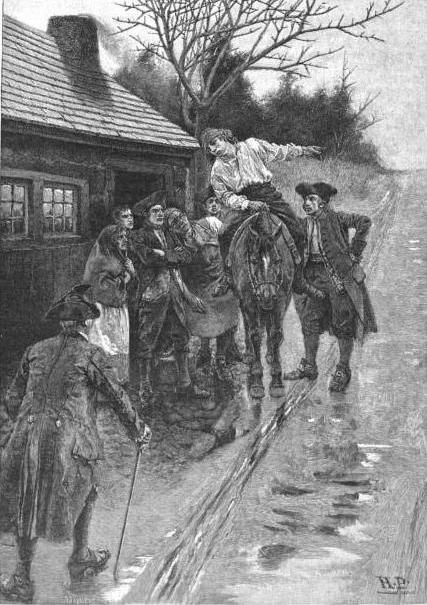
Il·lustració de Howard Pyle que mostra un explorador alertant els residents de Knoxville de l'apropament d'un exèrcit cherokee, el 1793.

La major part de la terra del "vell sud-oest" era encara territori indi o ja havia estat reclamada per especuladors o colons i, per tant, no es podien fer gaire diners a partir de la venda de terres. El president George Washington va emetre una proclamació que prohibia la violació del Tractat de Hopewell (que havia establert fronteres índies), i el secretari de guerra Henry Knox va acusar sovint els colons d'atacar il·legalment les terres índies; conseqüentment, el governador Blount estava dividit entre aplacar els fronterers enfadats i tranquil·litzar els seus superiors del govern federal.
L'estiu de 1791 Blount va negociar el Tractat de Holston amb els cherokees en el futur emplaçament de Knoxville. El Tractat va dur algunes terres (essencialment els moderns comtats de Cocke, Sevier i Blount) sota el control dels Estats Units, i va garantir al Territori l'ús d'un camí entre els districtes de Washington i Mero i del riu Tennessee. L'any següent Blount va negociar un acord aclarint les fronteres amb el chickasaws, que controlaven la part oest de l'actual Tennessee.
Malgrat aquests acords, la contínua invasió dels colons en terres índies va provocar represàlies, que provenien principalment de chickamauga i creek hostils. Els espanyols, que controlaven la Florida al llarg de la costa del Golf de Mèxic i encara disputaven la frontera quinze anys després del final de la Guerra de la Independència dels Estats Units, van encoratjar i van armar les tribus del sud. Aquests atacs van persistir al llarg de 1792 i 1793, amb els assentaments de Mero suportant l'embat de les hostilitats. L'estació de Ziegler, prop de la moderna Hendersonville va ser destruïda, i els defensors de Mero van haver de concentrar-se per frustrar una gran invasió a l'estació de Buchanan, prop de Nashville. Malgrat la creixent impaciència dels fronterers, Henry Knox es va negar a autoritzar una invasió del territori indi.
El setembre del 1793, mentre William Blount era a Filadèlfia, un gran grup d'invasors cherokee van superar l'estació de Cavet a l'oest de Knoxville, i estava planejant marxar a Knoxville abans que la força invasora es dissolgués a causa de la lluita entre caps. Daniel Smith, que era governador en funcions en absència de Blount, va convocar la milícia i va ordenar una invasió del territori cherokee; el general de la milícia la va dur cap al sud i va destruir diversos pobles chickamauga. Mentre que Blount va donar suport a la decisió de Smith, la invasió va enutjar Knox, que es va negar a pagar els sous dels milicians. El setembre del 1794 James Robertson, sense l'autorització de Knox, va enviar un exèrcit muntat estatunidenc que va destruir les ciutats de Nickajack i Running Water, i poc després va haver de dimitir del seu càrrec de general de brigada.
La destrucció d'aquestes ciutats, la derrota de les tribus del nord en la batalla de Fallen Timbers el mes anterior, i la resolució de disputes frontereres entre els Estats Units i Espanya van provocar una disminució dels atacs d'indis hostils. El novembre de 1794 Blount va negociar el final de la guerra cherokee-estatunidenca a Tellico, un fortí al sud de Knoxville.

## Estat de Tennessee

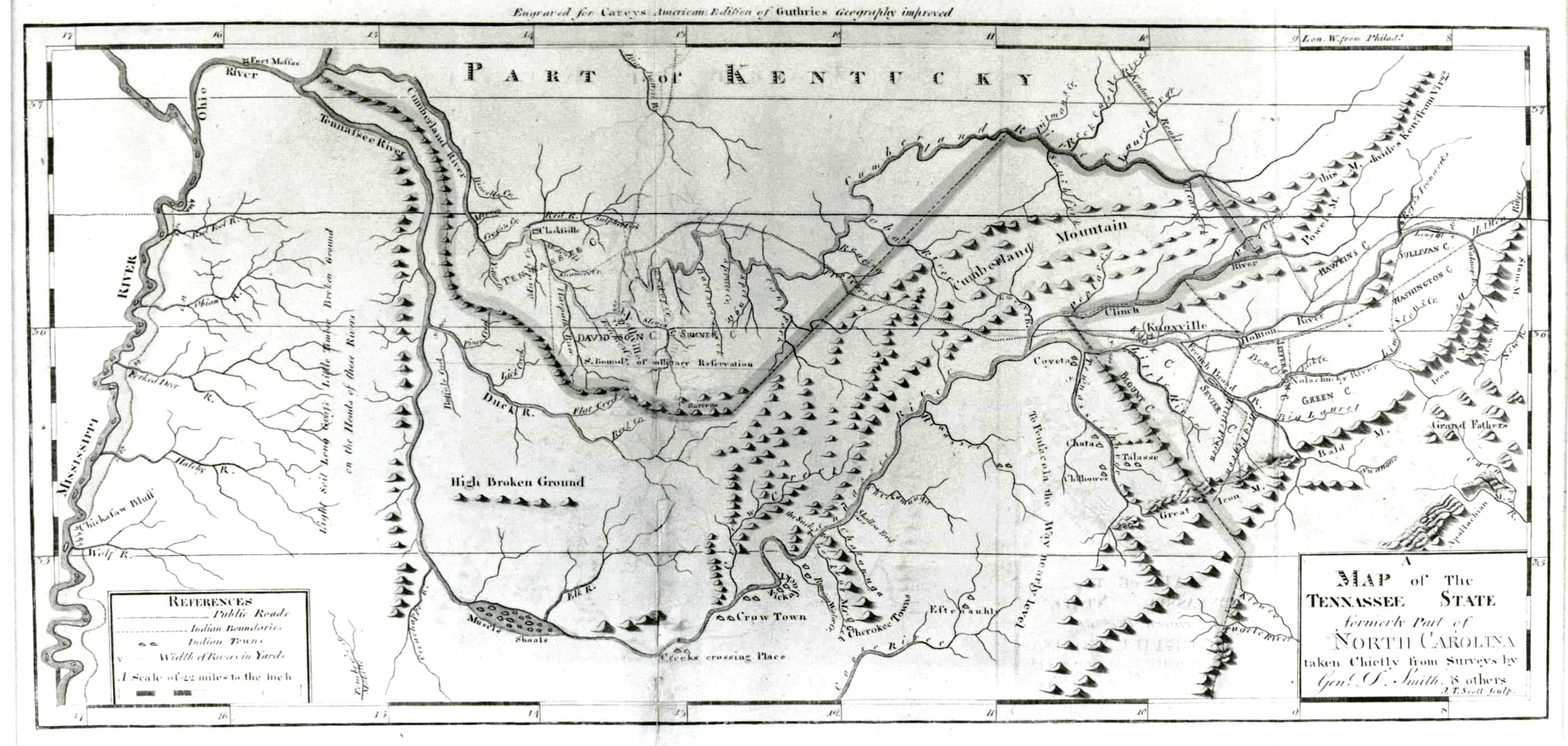
"Mapa de l'Estat de Tennassee" (1796), de Daniel Smith.

Un cens de l'estiu de 1791 mostrava que la població del territori era de 35.691 habitants; tanmateix, Blount va esperar fins al 1793 per convocar eleccions. El desembre d'aquell any es va elegir als membres de la Cambra de Diputats territorials, i l'assemblea es va convocar per primera vegada el 26 d'agost de 1794, on es va demanar que es duguéssin a terme mesures immediates per a assolir la plena condició d'estat. Després del cens, el Territori es va moure ràpidament per a formar un govern estatal, i al desembre de 1795 els comtats van triar delegats per a la convenció constitucional de l'estat. Aquesta convenció es va reunir a Knoxville el gener de 1796, i va redactar una nova constitució estatal. El nom "Tennessee", que havia estat d'ús comú des del 1793 quan el secretari Daniel Smith va publicar la seva "Descripció breu del govern de Tennassee", va ser escollit com el nou nom per a l'estat.
L'Ordenança del Nord-oest (la Llei del Congrés que havia creat el Territori del Nord-oest el 1787, al nord del riu Ohio) era vaga sobre els passos finals que s'havien de prendre perquè un estat fos totalment admès a la Unió, de manera que els dirigents de Tennessee van procedir a organitzar un govern estatal. John Sevier va ser triat governador, la primera Assemblea General de Tennessee es va reunir el març de 1796, i Blount va notificar al Secretari d'Estat, Timothy Pickering, que el govern territorial havia estat finalitzat. Blount i William Cocke van ser elegits com a senadors dels Estats Units, i Andrew Jackson va ser elegit representant de l'estat. Com que el Territori del Sud-oest era el primer territori federal que demanava d'unir-se a la Unió, hi va haver confusió al Congrés sobre com procedir; no obstant això, Tennessee hi va ser admès l'1 de juny de 1796, com el 16è estat.